# Home from the Sea

Home from the Sea est un film américain muet réalisé par Raoul Walsh et sorti en 1915.

## Fiche technique
- Titre original : Home from the Sea
- Réalisation : Raoul Walsh
- Production : David Wark Griffith
- Société de production : Fine Arts Film Company
- Pays d'origine :  États-Unis
- Langue originale : anglais
- Format :noir et blanc — 35 mm — 1,37:1 — film muet
- Genre : drame
- Date de sortie :
  - États-Unis : 1915

## Distribution
- Raoul Walsh